# 別茲博羅季基夫
50°55′53″N 32°14′54″E / 50.93139°N 32.24833°E
別茲博羅季基夫（烏克蘭語：Безбородьків），是烏克蘭北部的村莊，隸屬切爾尼希夫州的普里盧基區。該村始建於1700年，面積0.32平方公里，海拔高度134米，2001年人口83，人口密度每平方公里259.38人。